# Станіславув (Свентокшиське воєводство)
Станіславув (пол. Stanisławów) — село в Польщі, у гміні Фалкув Конецького повіту Свентокшиського воєводства.
Населення — 56 осіб (2011).
У 1975-1998 роках село належало до Пйотрковського воєводства.

## Демографія
Демографічна структура на день 31 березня 2011 року:
|          | Загалом | Допрацездатний вік | Працездатний вік | Постпрацездатний вік |
| -------- | ------- | ------------------ | ---------------- | -------------------- |
| Чоловіки | 24      | 4                  | 16               | 4                    |
| Жінки    | 32      | 2                  | 14               | 16                   |
| Разом    | 56      | 6                  | 30               | 20                   |